# Ginetta G60-LT-P1
Der Ginetta G60-LT-P1 war ein Le-Mans-Prototyp ohne Hybridantrieb, der von Ginetta für den Einsatz in der LMP1-Kategorie der FIA-Langstrecken-Weltmeisterschaft sowie dem 24-Stunden-Rennen von Le Mans gebaut wurde. Der G60-LT-P1 hatte sein Wettbewerbsdebüt bei den 24-Stunden-Rennen von Le Mans 2018, nachdem finanzielle Probleme dazu führten, dass das Auto beim ersten Lauf der FIA-Langstrecken-Weltmeisterschaft 2018/19, dem 6-Stunden-Rennen von Spa-Francorchamps, zurückgezogen wurde.

## Entwicklungsgeschichte und Technik
Am 4. Januar 2017 kündigte Ginetta ein neues LMP1-Chassis an, das nach den LMP1-Nicht-Hybrid-Regeln 2018 gebaut und von Adrian Reynard sowie Paolo Catone entworfen wurde. Das Auto markierte die Rückkehr von Ginetta in die oberste Klasse des Langstreckenrennsports, LMP1, acht Jahre nachdem der vorherige von Ginetta gebaute LMP1, der Ginetta-Zytek GZ09S, durch die LMP1-Vorschriften von 2011 überholt wurde. Das Auto wurde auf der Motorsportmesse Autosport International 2018 vorgestellt und ursprünglich mithilfe von Numerischer Strömungsmechanik entwickelt.
Ein Modell des Wagens im Entwicklungsmaßstab von 50 % erhielt Testzeit im Windkanal von Williams Advanced Engineering wobei die ersten Versuche im Juni 2017 durchgeführt wurden. Ursprünglich sollte das Auto seine ersten Tests im September 2017 absolvieren, doch der erste direkte Test wurde erst am 19. Januar 2018 am Flughafen Leeds East Airport durchgeführt. Vor der FIA WEC-Saison 2018–19 wurde das Auto auch auf dem Snetterton Circuit sowie im Motorland Aragón getestet. Nach dem Debüt des Autos bei den 24 Stunden von Le Mans 2018 kündigte Ginetta an, dass es sich von Mecachrome trennen würde, da Mecachrome sich weigerte, die Leistung des Motors zu erhöhen, und der Motor bei seinem Debüt zu schwach war, und sich für den Einbau des AER P60B anstelle des Mecachrome V634P1 entschied. Der Motortest am Auto wurde Anfang August erfolgreich durchgeführt.
Im Juni 2019 wurde vom Team LNT ein Ginetta-AER-Teilnakem mit zwei Autos für die FIA-Langstrecken-Weltmeisterschaft 2019/20 angekündigt. Nach Abschluss seines privaten Testprogramms auf der Ciudad del Motor de Aragón, dem Circuit de Spa-Francorchamps und dem Circuit Paul Ricard kündigte Ginetta an, dass beide Autos durch verbesserte AER P60C-Motoren angetrieben, die die AER P60B-Motoren ersetzen werden. Es wurde außerdem bekannt gegeben, dass beide Ginettas auch beim FIA WEC Prologue-Test 2019/20 am 24. Juli 2019 auf dem Circuit de Barcelona-Catalunya erscheinen werden.

## Renngeschichte

### 2018–2019
Zunächst gab Ginetta im Oktober 2017 bekannt, dass es drei Chassis an einen unbekannten Käufer verkauft hatte, die Pläne für den Verkauf scheiterten jedoch. Später wurde bekannt gegeben, dass Manor Endurance Racing ein Chassis kaufen würde, bevor ein zweites Auto angekündigt wurde, wobei die Autos in Zusammenarbeit mit Talent Racing Sports unter dem CEFC TRSM-Banner gefahren werden sollten. Beim geplanten Debüt der Autos beim 6-Stunden-Rennen von Spa-Francorchamps 2018 blieben die Autos jedoch die meiste Zeit des Trainings und des Qualifyings aus, und das Team weigerte sich zunächst, den Grund dafür preiszugeben. Anschließend gab Ginetta bekannt, dass sie sich geweigert hatten, die Autos zum Fahren freizugeben, da das Team mit seinen Zahlungen an Ginetta im Verzug gewesen war.

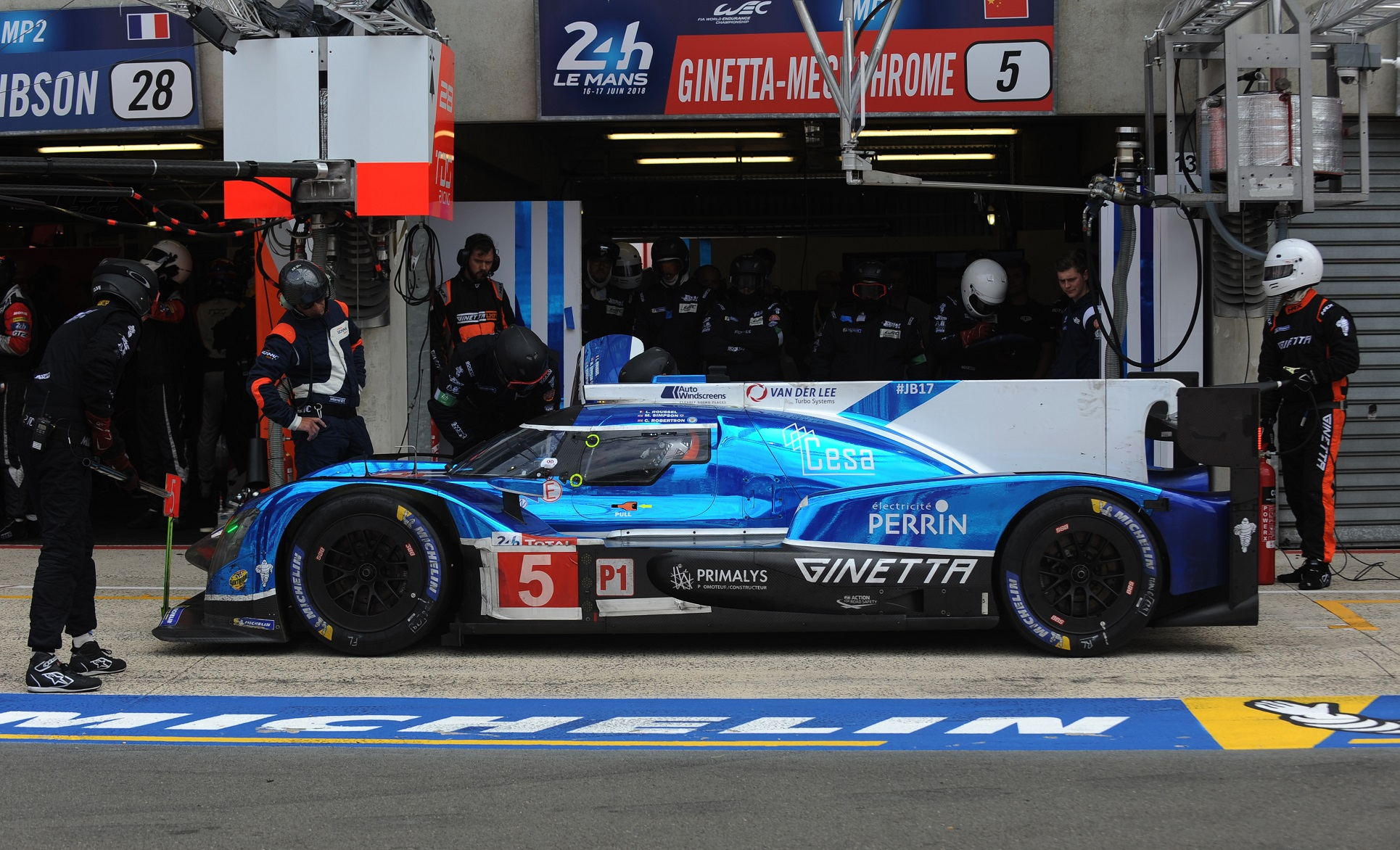
Ginetta G60-LT-P1 mit der Startnummer 5, beim 24-Stunden-Rennen von Le Mans 2018

Während des Testtages für die 24 Stunden von Le Mans fehlte den Autos die Geschwindigkeit und sie fielen in den Testzeiten sogar hinter zwei LMP2-Fahrzeuge zurück Die Autos qualifizierten sich als letzte in der LMP1-Klasse, wobei die Nummer 5 hinter vier LMP2-Fahrzeugen zurückblieb. Während des Rennens hatte die Nummer 6 (Oliver Rowland/Alex Brundle/Oliver Turvey) nach 9 Stunden einen Motorschaden während die Nummer 5 (Charlie Robertson/Mike Simpson/Léo Roussel) am 41. Gesamtrang ins Ziel kam. Allerdings wurden ihm nach dem Rennen Strafen wegen Fahrzeitlimits auferlegt und er wurde anschließend zum letzten gewerteten Finisher herabgestuft. Im Anschluss an die 24 Stunden von Le Mans sollte die #6 ursprünglich ihr geplantes Ganzjahresprogramm fortsetzen. Aufgrund der Weigerung von Mecachrome, die Motorleistung zu erhöhen, und eines späten Motorwechsels zum AER P60B konnte das Auto jedoch nicht an den 6 Stunden von Silverstone teilnehmen.
Anschließend wurde jedoch berichtet, dass Manor Endurance Racing sich mit sofortiger Wirkung vom CEFC TRSM-Team distanziert hatte und den Beitrag nicht mehr betreiben würde. Die Nummer 6 wurde auch nicht in die Teilnehmerliste für die 6 Stunden von Fuji aufgenommen, da das Auto nicht für den Wettbewerb bereit war. Es wurde auch bekannt gegeben, dass die Nummer 6 nicht auf der Teilnehmerliste für die 6 Stunden von Shanghai stand. Ginetta hatte geplant, eines der jetzt mit AER-Motor ausgestatteten Autos für die 6 Stunden von Spa-Francorchamps 2019 vorzubereiten, konnte dies jedoch nicht tun, nachdem es mit dem Automobile Club de l’Ouest zu einer Meinungsverschiedenheit über die hohen Geldstrafen kam, die für das Nichterscheinen des CEFC TRSM-Teilnehmers nach Le Mans verhängt wurden, der ursprünglich als Teilnehmer für die gesamte Saison eingereicht worden war. Der Vorsitzende von Ginetta, Lawrence Tomlinson, gab außerdem bekannt, dass er eine Anmeldung für die 24 Stunden von Le Mans 2019 eingereicht hatte, diese jedoch abgelehnt worden war.

### 2019–2020
Am 23. Mai 2019 reichte Ginetta unter dem Banner des Team LNT zwei Meldungen für die FIA-Langstrecken-Weltmeisterschaft 2019/20 ein, mit dem Ziel, ein Kundenteam zu finden, das die Autos für die Saison einsetzt. Der Vorsitzende von Ginetta, Lawrence Tomlinson, erklärte jedoch, dass Ginettas Werksteam, Team LNT, für den Fall, dass Ginetta keinen Kunden finden sollte, mindestens ein Auto für die gesamte Saison einsetzen würde. Vor dem offiziellen Vorsaisontest der Meisterschaft, dem WEC-Prolog, der auf dem Circuit de Barcelona-Catalunya stattfand, gab Ginetta eine Testliste von Fahrern bekannt, zu denen Guy Smith, Luca Ghiotto, Stéphane Sarrazin, Jegor Orudschew, Mathias Beche, Stéphane Richelmi sowie die Ginetta-Werksfahrer Mike Simpson und Charlie Robertson gehörten. Nach den Prolog-Tests gaben die Fahrer positives Feedback zum Auto. Orudschew sagte, dass das Auto das Potenzial habe, zu überraschen und konkurrenzfähig zu sein, während Sarrazin sagte, er sei von dem Potenzial überzeugt, das das Auto beim Prolog gezeigt habe.

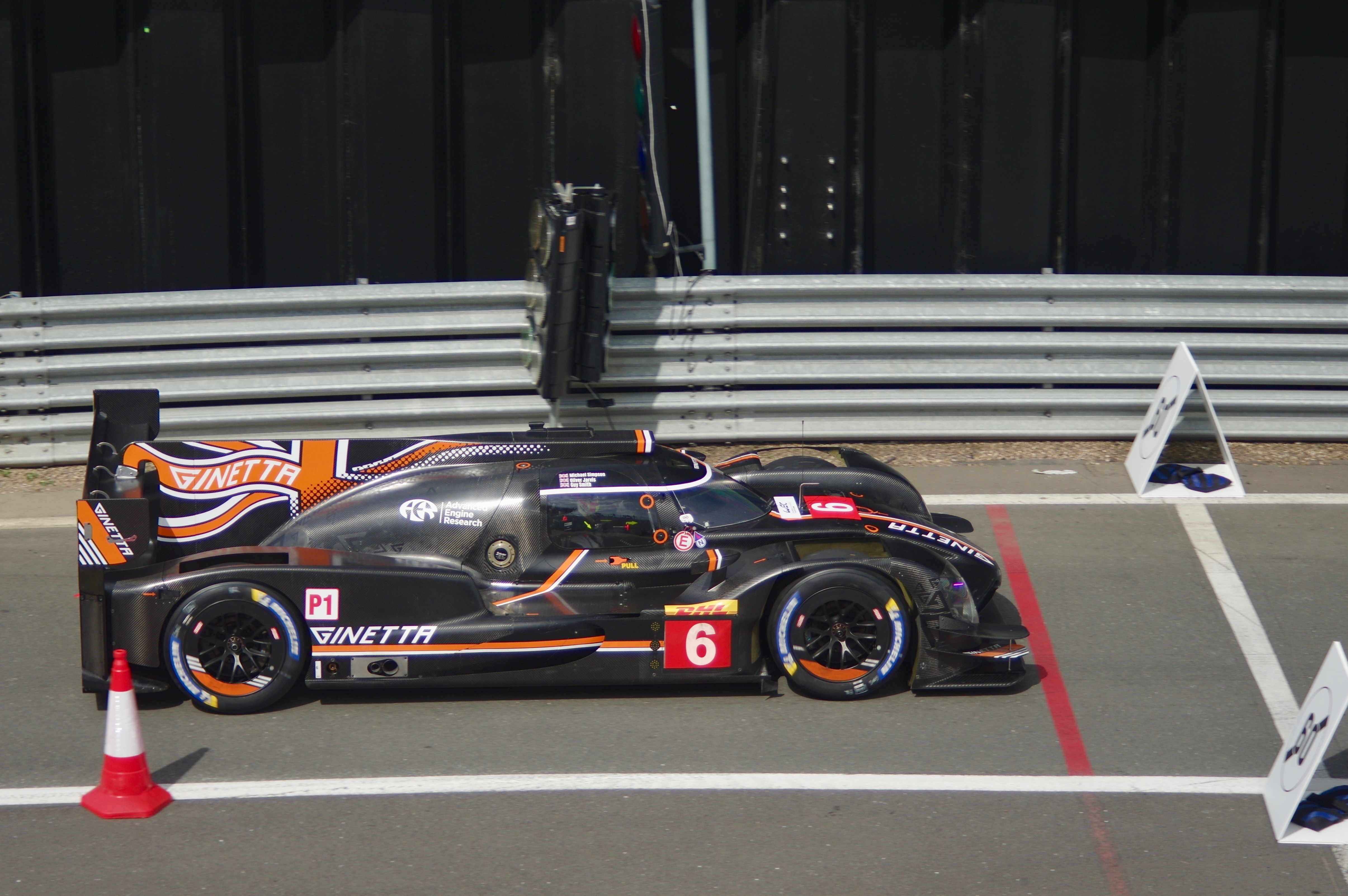
Ginetta G60-LT-P1 beim 4 Stunden von Silverstone 2019

Am 13. August 2019 gab Ginetta bekannt, dass das Team beim Saisoneröffnungsrennen, dem 4 Stunden von Silverstone, mit Jegor Orudschew, Ben Hanley und Charlie Robertson im Auto mit der Startnummer 5 teilnehmen wird, während im agen mit der Nummer 6 Chris Dyson, Guy Smith und Mike Simpson antreten werden.[11] Am 28. August 2019 wurde bekannt gegeben, dass Oliver Jarvis aufgrund einer Handgelenksverletzung, die sich Dyson während der Teilnahme an der Trans-Am-Serie zugezogen hatte, für Dyson einsprang. Beim 4-Stunden-Rennen von Silverstone erreichte das Auto Nr. 5 den 4. Gesamtrang. Das Auto mit der Nummer 6 landete auf dem 28. Platz, 12 Runden hinter seinem Schwesterauto.
Am 17. September 2019 gab Ginetta seine Fahrer für die 6 Stunden von Fuji bekannt. Formel-2-Fahrer Luca Ghiotto sollte sein Sportwagendebüt im Team gab, nachdem er im Juli beim Prolog mit dem Team getestet hatte Ghiotto sollte sich den Ginetta Nr. 5 mit Ben Hanley und Jegor Orudschew, teilen, während Ginetta-Werksfahrer Charlie Robertson in den Wagen Nr. 6 wechseln würde und den Platz von Oliver Jarvis einnehmen sollte, der in letzter Minute Chris Dyson ersetzt hatte. Dyson würde aufgrund eines Konflikts mit der Trans-Am-Serie, in der er derzeit um den Titel kämpft, nicht am Rennen teilnehmen. Robertson sollte sich die Ginetta Nr. 6 mit Mike Simpson und Guy Smith teilen. Die Autos kamen mit der Nummer 6 auf dem 9. Platz und mit der Nummer 5 auf dem 11. Platz ins Ziel, wobei das Auto mit der Nummer 5 ein Problem mit der Bremse vorne links hatte und das Auto in die Garage zurückkehren musste. Die Nummer 6 hingegen belegte den 9. Platz, in einem Rennen, in dem das Auto von einer Runde Rückstand am Ende der ersten Runde auf den vierten Gesamtrang nach vorne fuhr. Eine 6-Minuten-Strafe am Ende des Rennens führte zum Rückfall auf den neunten Platz. Am 23. Oktober 2019 gab Ginetta seine Fahreraufstellung für die 4 Stunden von Shanghai bekannt, wobei im Auto Nr. 5 Ghiotto durch Jordan King ersetzt wurde, während Orudschew, und Hanley in der Nr. 5 weiterfuhren und das Auto Nr. 6 seine Fuji-Aufstellung bestehend aus Mike Simpson, Guy Smith und Charlie Robertson beibehielt.
Am 17. Juli 2020 wurde bekannt, dass Ginetta seinen Startplatz für die 24 Stunden von Le Mans 2020 auf ein einziges Auto reduziert hatte. Am 20. Juli 2020 wurde die Meldeliste für die 6 Stunden von Spa-Francorchamps 2020 veröffentlicht, wobei beide Team LNT Ginettas von der Meldeliste für das Rennen gestrichen wurden; Ursprünglich wurde erwartet, dass beide bei den 1000 Meilen von Sebring 2020 wieder an Wettkämpfen teilnehmen würden, die jedoch nur wenige Tage vor der eigentlichen Veranstaltung abgesagt wurden. Lawrence Tomlinson, Vorsitzender von Ginetta, sagte, die Auswirkungen der Coronavirus-Pandemie hätten das LMP1-Programm des britischen Konstrukteurs finanziell beeinträchtigt, was dazu geführt habe, dass sich die Mannschaft des Team LNT zurückgezogen habe. Dadurch endeten die Rennaktivitäten des G60-LT-P1.